# Голубокий Сергій Григорович
Сергій Григорович Голубокий (24 лютого 1961 , Хмельницька область ) — заслужений майстер народної творчості України, член Асоціації майстрів-художників смичкових інструментів.
Створив 322 інструменти, з яких 22 віолончелі, автор довідника «Скрипкові майстри України»[джерело?]. Скрипки Голубокого звучать у Франції і Угорщині, Росії і Америці, Іспанії і Німеччині, Англії, Мексиці, Люксембургу, Італії.

## Біогарфія
Народився 24 лютого 1961 року на Хмельниччині. Початкову музичну освіту отримав у Красилівській музичній школі, 1976 року вступив до Вінницького музичного училища в клас викладача скрипки Н. С. Калиновського. Бажання майструвати скрипки проявилося саме під час навчання в училищі, де працював талановитий Олександр Сергієнко.
У 1980 р. навчається в Харківському інституті мистецтв по класу альта в професора С. Г. Кочаряна. Через рік перевівся в київську консерваторію, де займався в Київських професорів Є.І Лобуренка (фах) та Л. Є. Цвірко (камерний ансамбль). Ще через рік, у складі квартету студентів консерваторії став лауреатом Республіканського конкурсу струнних квартетів (1982 р.). Як соліст-виконавець брав участь у концертах групи найкращих студентів у Лейпцизі, Галле, Веймарі (Німеччина). Тоді ж власноруч виготовив альт і зіграв на ньому.
У 1984—1989 роках — артист і скрипковий майстер Київського дитячого музичного театру. У 1989р переїхав до Закарпаття — працювати і навчатися в скрипкового майстра Олексія Пехенька, відомого віртуоза-реставратора.
Завершенням фахової освіти стало дворічне стажування у видатного польського майстра, лауреата багатьох міжнародних конкурсів, члена журі трьох останніх конкурсів скрипкових майстрів імені П.І Чайковського в Москві Яна Павліковського.
У 2009 році Голубокий отримав звання «Заслужений майстер народної творчості України».